# 日炭線
日炭線（朝鲜语：／ Ilt'an sŏn */?）是朝鮮民主主義人民共和國咸镜北道吉州郡的一條鐵道線路，站點為芦洞站到日炭站。

## 路线概况
- 距离：
- 车站数：2
- 轨距：1435mm
- 电气化区间：直流3kV
- 复线区间：无